# Los Hermanos Ábalos
Los Hermanos Ábalos fue un conjunto de música folklórica de Argentina creado en 1939, en la Provincia de Santiago del Estero. Activo por más de 60 años, ha sido el más antiguo de la música folklórica argentina, y uno de los más antiguos de América Latina.
Su formación inicial estuvo integrada por Napoleón Benjamín Ábalos (“Machingo”) (1913-2004), Adolfo Armando Ábalos (1914-2008), Roberto Wilson Ábalos (1919-2001), Víctor Manuel Ábalos ("Vitillo") (1922-2019) y Marcelo Raúl Ábalos (“Machaco”) (1924-2000).
Entre las canciones que Los Hermanos Ábalos incorporaron al cancionero folklórico argentino se encuentran clásicos como "Nostalgias santiagueñas", "De mis pagos", "Juntito al fogón", "Agitando pañuelos", "Zamba de los yuyos", "Chakay Manta", "Chacarera del Cachi Mayo", "Chacarera del rancho", "Todos los domingos", etc.

## Historia
Los Hermanos Ábalos formaron su conjunto folklórico en 1939, en un momento en que la música folklórica argentina tenía escasa difusión en Buenos Aires, postergada por la hegemonía del tango. Organizaron el grupo como un quinteto de cinco voces, tres guitarras, un piano y un bombo legüero. Agregan también otros instrumentos como charangos, quenas y pincuyos.
El grupo alcanzó la fama en 1942, al aparecer interpretando su "Carnavalito quebradeño" en la película La Guerra Gaucha, filmada en la provincia de Salta, dirigida por Lucas Demare, con guion del tanguero Homero Manzi -también de origen santiagueño-, y Ulyses Petit de Murat.
En 1952 editaron su primer álbum, Piano Danzas Y Canciones Regionales Argentinas, que incluye la siguiente dedicatoria:

A NUESTROS PADRES: que nos enseñaron a querer las tradiciones santiagueñas.
A SANTIAGO DEL ESTERO: que nos enseñó a querer las tradiciones argentinas.
Hermanos Ábalos (1952).

En 1985 recibieron el Premio Konex de Platino como mejor grupo folklórico de la historia Argentina, junto a Los Chalchaleros. El grupo se mantuvo activo por más de 60 años, hasta que Machaco falleció el 7 de abril de 2000 y Roberto en noviembre de 2001.

## Discografía LP
- Nuestras danzas Vol. 1, 1952, RCA Victor
- Nuestras danzas Vol. 2, 1952, RCA Victor
- Los 33 años de Los Hermanos Ábalos, 1973, Microfon SE-396